# Turgenitubulus pagodula
Turgenitubulus pagodula är en snäckart som beskrevs av Alan Solem 1985. Turgenitubulus pagodula ingår i släktet Turgenitubulus och familjen Camaenidae. IUCN kategoriserar arten globalt som sårbar. Inga underarter finns listade i Catalogue of Life.